# Montereggio
Montereggio ist eine Fraktion der italienischen Gemeinde Mulazzo in der Provinz Massa-Carrara in der Toskana.

## Geographie
Das Bergdorf liegt an den Südhängen eines Gebirgszuges beim Monte Carbone und Monte Mugnana oberhalb des Torrente Mangiola eingebettet in eine bewaldete Landschaft. Die nächste größere Ortschaft Mulazzo befindet sich in etwa 15 km Entfernung und ist sowohl über eine Bergstraße, die an Madonna del Monte als auch über die Straße im Tal erreichbar. Historisch befand sich die Ortschaft an einem strategischen Punkt zwischen dem Tal der Magra und dem ligurischen Meer.

## Sehenswürdigkeiten und Feste
Zu wichtigen Sehenswürdigkeiten gehören:
- Chiesa dei Santi Francesco Fogolla e Apollinare
- Chiesa di Sant’Apollinare
- Castello di Montereggio
- Buchfest (Festa del libro)[2]

## Galerie

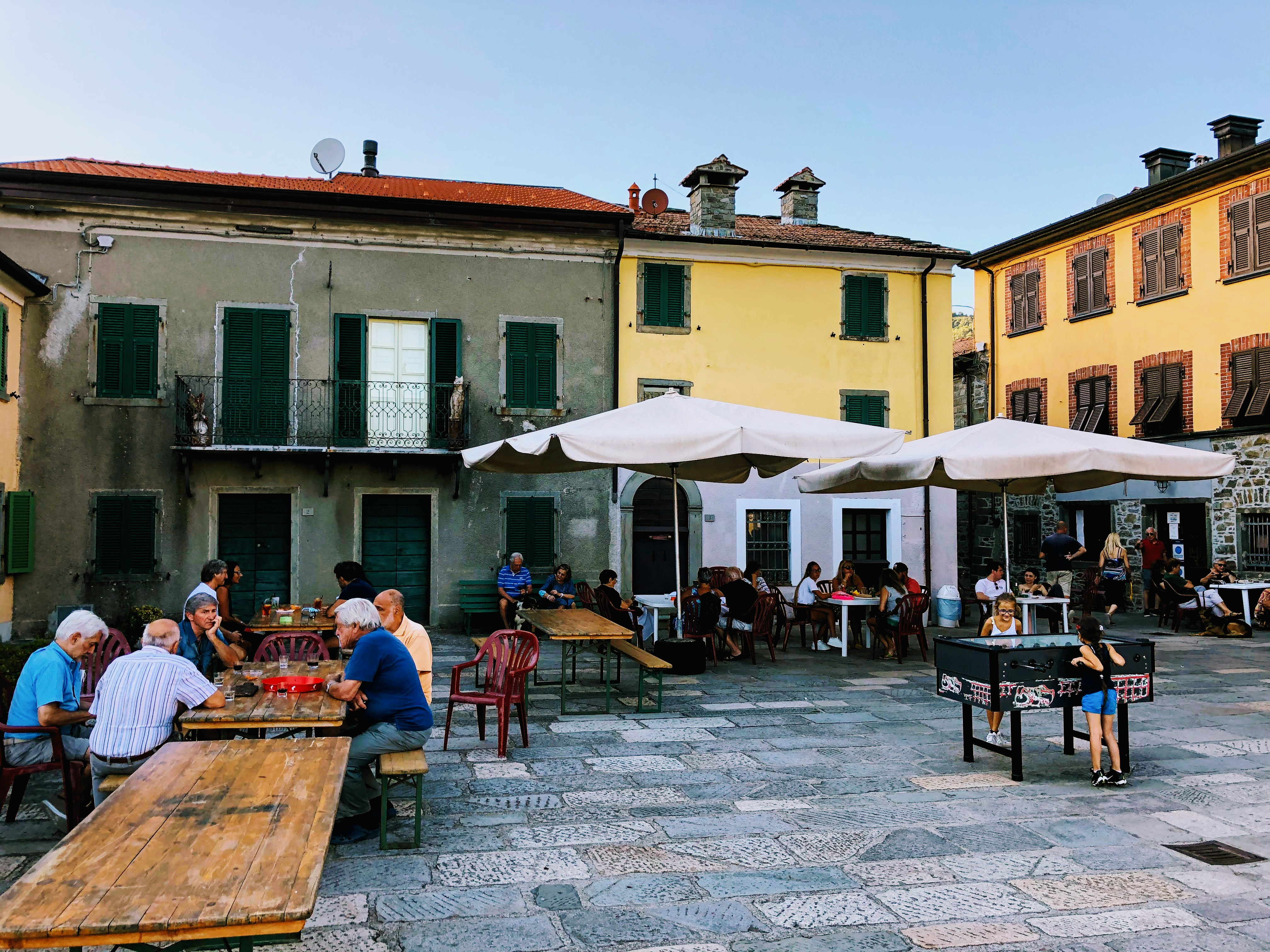
Piazza Angelo Rizzoli
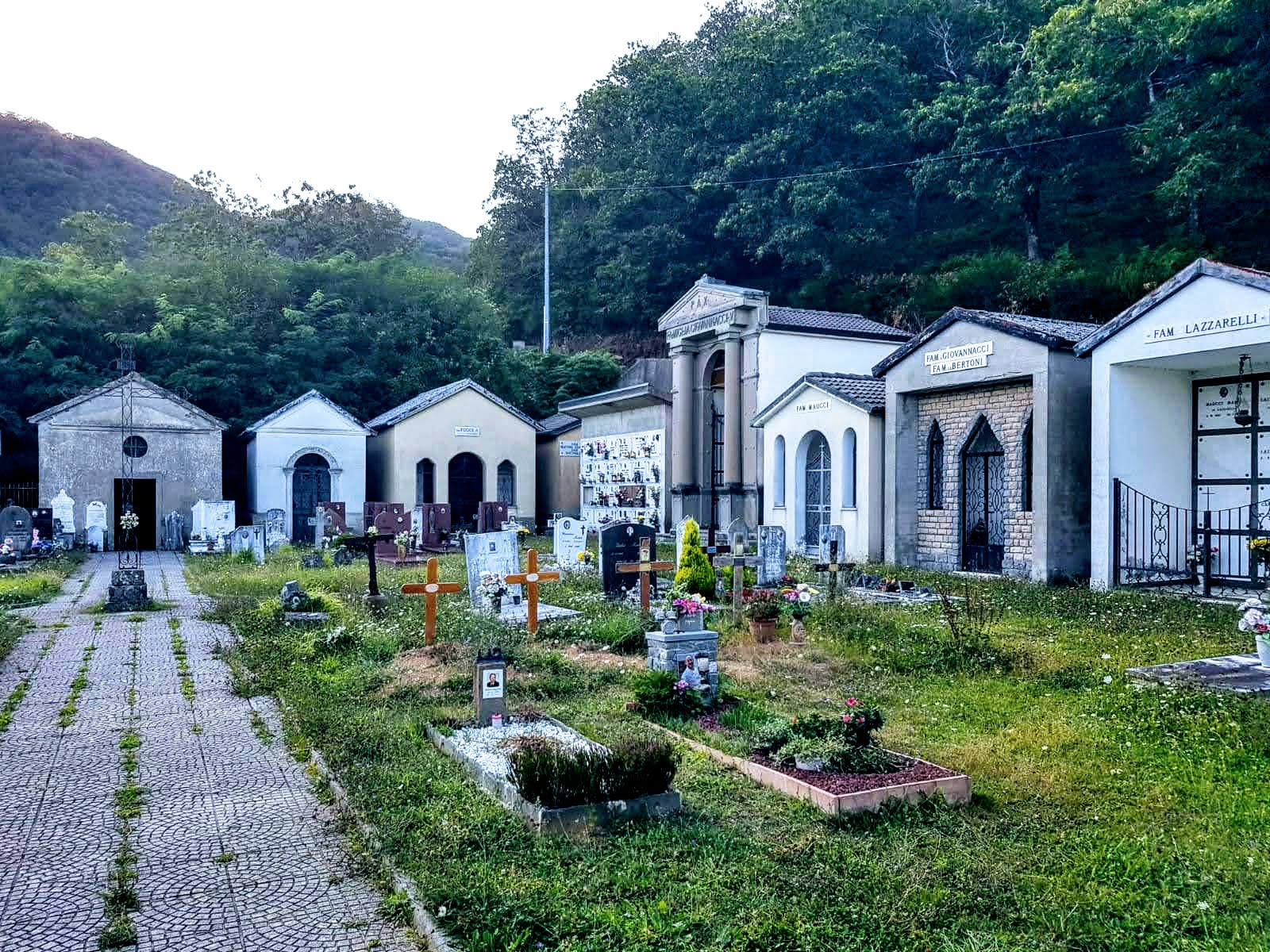
Friedhof